# Carmiooro-N.G.C.
La Carmiooro-N.G.C. (codice UCI: CMO) è stata una squadra maschile di ciclismo su strada con licenza britannica. Aveva licenza da UCI Professional Continental Team, che le consentiva di partecipare alle gare dei Circuiti continentali UCI. Grazie alle wild-card assegnate dalla UCI, aveva la possibilità di partecipare anche ad alcuni eventi del Calendario mondiale UCI.

## Storia
La squadra venne fondata nel 2008 con il nome A-Style Somn. Pur avendo sede in Italia, venne registrata sotto licenza cipriota come UCI Continental Team. La rosa della squadra comprendeva cinque ciprioti (tutti neo-professionisti), cinque francesi, cinque italiani, un kazako (Maxim Gourov) e un olandese (Alain van der Velde). Durante la stagione la neonata squadra ottenne due vittorie: una tappa alla Okolo Slovenska con Fabio Terrenzio e un'altra tappa al Giro del Giappone con Alexandre Aulas.
Nel 2009 la società NGC Medical, tramite un suo sottomarchio, Carmiooro, finanziò la squadra, che cambiò nome in Carmiooro-A-Style. La UCI stavolta registrò il team sotto licenza italiana. I cinque ciprioti non vennero riconfermati e otto nuovi corridori vennero ingaggiati.
A partire dal 2010 la squadra cambiò ancora nome in Carmiooro-N.G.C. e fu registrata come britannica. Tra i nuovi ciclisti ingaggiati Emanuele Sella, di rientro dalla squalifica per doping, Paride Grillo e Andrea Tonti.
È stata dismessa al termine della stagione 2010.

## Cronistoria

### Annuario
| Anno | Codice | Nome              | Cat. | Biciclette | Dirigenza                                                                                              |
| ---- | ------ | ----------------- | ---- | ---------- | --- |
| 2008 | ASY    | A-Style Somn      | PCT  | Wheeler    | Manager: Lorenzo Di Silvestro Dir. sportivi: Jean-Philippe Duracka, Debora Gennari                     |
| 2009 | CMO    | Carmiooro-A-Style | PCT  | De Rosa    | Manager: Lorenzo Di Silvestro, Pietro Illarietti Dir. sportivi: Jean-Philippe Duracka, Roberto Miodini |
| 2010 | CMO    | Carmiooro-N.G.C.  | PCT  | De Rosa    | Manager: Lorenzo Di Silvestro Dir. sportivi: Roberto Miodini, Roberto Pelliconi                        |

### Classifiche UCI
Nel 2005 fu introdotto l'UCI ProTour e, parallelamente, i Circuiti continentali UCI; dal 2009 le gare del circuito ProTour sono state integrate nel Calendario mondiale UCI, poi divenuto UCI World Tour.
| Anno | Class.    | Pos. | Migliore cl. individuale |
| ---- | --------- | ---- | ------------------------ |
| 2008 | Asia T.   | 41º  | Maksim Gurov (145º)      |
| 2008 | Europe T. | 71º  | Maksim Gurov (204º)      |
| 2009 | Europe T. | 19º  | Francisco Ventoso (13°)  |
| 2010 | Europe T. | 5º   | Sergio Pardilla (8º)     |

## Palmarès

### Grandi Giri
- Giro d'Italia

Partecipazioni: 0
Vittorie di tappa: 0
Vittorie finali: 0
Altre classifiche: 0
- Tour de France

Partecipazioni: 0
Vittorie di tappa: 0
Vittorie finali: 0
Altre classifiche: 0
- Vuelta a España

Partecipazioni: 0
Vittorie di tappa: 0
Vittorie finali: 0
Altre classifiche: 0

### Campionati nazionali
Mountain bike
- Campionati ciprioti: 1

Cross Country: 2008 (Marios Athanasiades)